# Impatiens tangachee
Impatiens tangachee är en balsaminväxtart som beskrevs av Richard Henry Beddome. Impatiens tangachee ingår i släktet balsaminer, och familjen balsaminväxter. Inga underarter finns listade i Catalogue of Life.